# Yoshino Sato
Yoshino Sato (japanska: 佐藤淑乃 ), född 12 november är en volleybollspelare (vänsterspiker). Hon spelar för Japans damlandslag i volleyboll och för Tsukubas universitet. 
Sato spelade med landslaget under Volleyball Nations League 2022 och  VM 2022.